# Antonio Pérez Sasía
Antonio Pérez Sasía (Sarria, 1884-Madrid, 1952) fue un destacado financiero español. Destaca especialmente su labor en la Caja de Ahorros Municipal de Bilbao y en el Banco Central (empresa de España). El 23 de marzo de 1940 es detenido por denuncias de antiguos consejeros del Banco Central. El 2 de abril es sometido al Consejo de Guerra, y condenado a inhabilitación para ejercer su profesión. Posteriormente, en el 23 de noviembre de 1943 se produce la remisión de la pena de inhabilitación. A continuación describimos su labor en las distintas entidades financieras que dirigió.

## Caja de Ahorros Municipal de Bilbao
(5 de julio de 1911 a 5 de julio de 1918) Ingresa por oposición en la Caja de Ahorros y ascendió al cargo de gerente mediante nuevos ejercicios que confirmaron su sólida preparación para tan alto cargo. Puso las bases para la consolidación de una gestión profesional y una estructura de plantilla eficiente, lo que supuso un apreciable crecimiento de los depósitos, las inversiones y los beneficios de la Caja, y se inició el plan de expansión de sucursales (primero en Bilbao y luego en algunos pueblos) 
En septiembre de 1914, el gobierno de Eduardo Dato le otorgó la merced de jefe superior honorario de administración civil.
En 1918, Antonio Pérez Sasía dimite por no estar de acuerdo con el sistema de gobierno de  la entidad. Antonio era partidario de profesionalizar los cargos, alargar el periodo de su mandato y remunerarles por su trabajo.

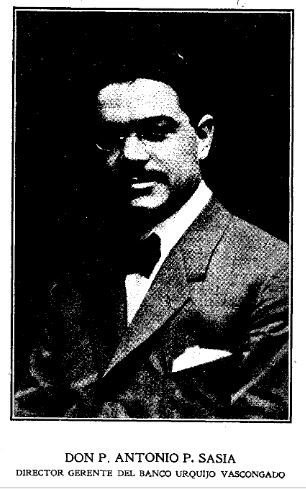
Antonio Pérez Sasía en el B. Urquijo Vascongado en 1918

## Banco Urquijo Vascongado
El Banco Urquijo Vascongado nació en Bilbao en 12 de julio de 1918, presidido por Luis de Urquijo y Ussía (Marqués de Amurrio), como filial del Banco Urquijo. Tras su dimisión de  la Caja de Ahorros y Monte de Piedad de Bilbao, Antonio se incorpora como primer director gerente de la recién formada entidad. Puesto que abandona en diciembre de 1925 a favor de José Urizar.

## Banco Central
A mediados de 1926, aparecieron en el Banco Central un nuevo grupo de inversores, dirigidos por Vicente Montal Cornelles, José Compte Viladomat (de Cataluña) y Antonio Pérez Sasía (de Bilbao). Habían comprado las acciones de la fallida Crédito de la Unión Minera y su nueva presencia provocó un gran y repentino cambio. En 1928, Antonio Pérez Sasía dimite por no estar de acuerdo en que el banco emprendiera un determinado negocio. El 25 de abril de 1930 volvieron al Consejo de Administración Epifanio Ridruejo, Alfredo Alburquerque y Antonio Pérez Sasía. El 30 de septiembre de 1930, el director general Julio Collado fue destituido y Pérez Sasía le sustituyó.

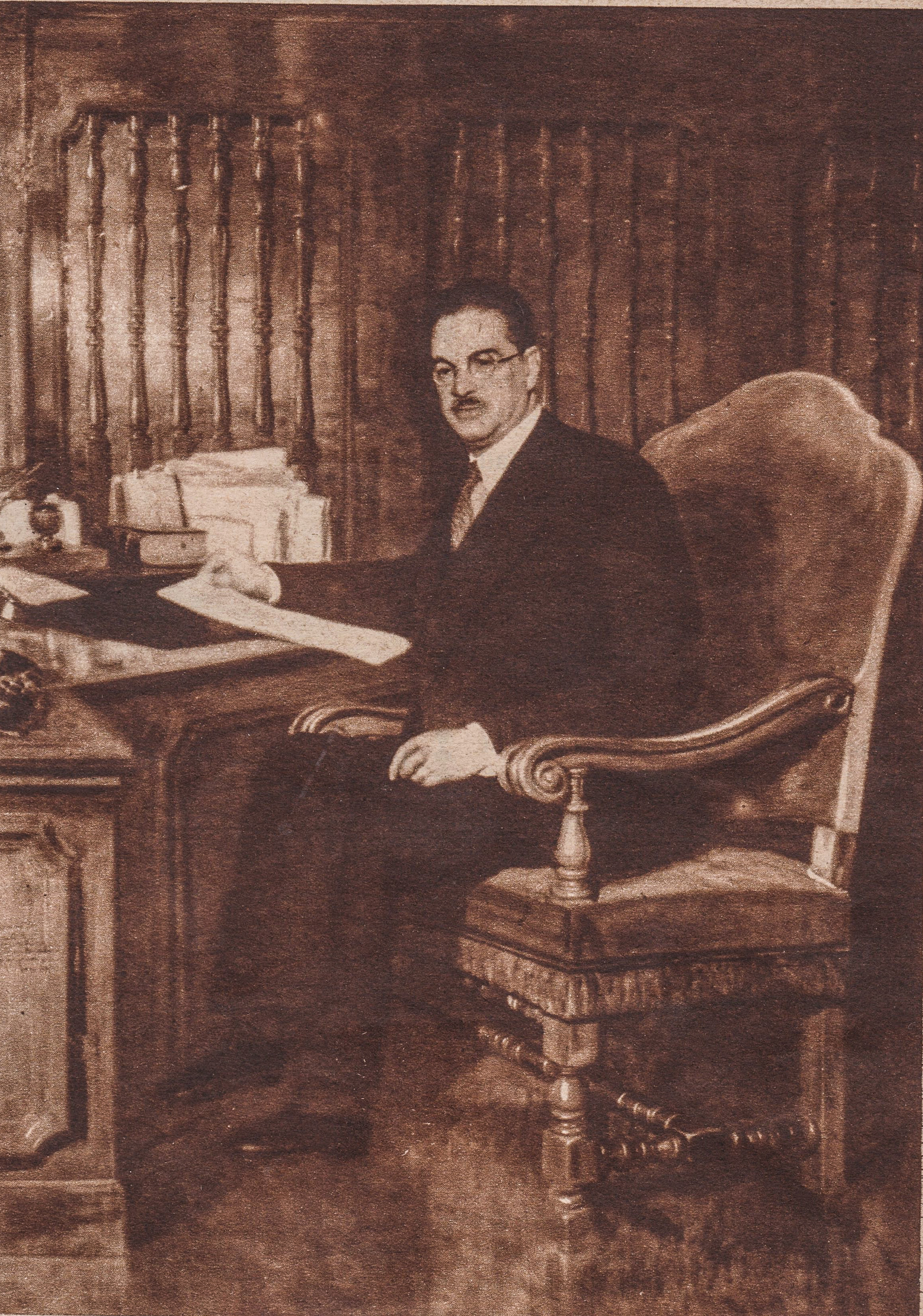
Antonio Pérez Sasía en su despacho en el Banco Central en 1936

En noviembre de 1936, el Gobierno republicano decide trasladarse a Valencia y quiere que las direcciones generales de los bancos se trasladen también a Valencia. Para evitar problemas derivados de no acatar las órdenes del gobierno, se decide que Antonio se establezca en Valencia. El 26 de noviembre de 1936 se persona un comandante del carabineros con la orden del gobierno de que se le entregaran todo lo que hubiere en las cajas de seguridad, los tres representantes del Banco, Alfredo Alburquerque, Justino Bernad y Antonio Pérez Sasía, trataron de oponerse, pero ante la insistencia del representante del gobierno, llamaron a un notario para que levantara acta de lo que allí estaba ocurriendo.
Concluida la guerra civil española, la comisión gestora del banco, reconvertida en Consejo de Administración, decide reafirmarse en la destitución de los consejeros de la zona republicana entre los que se encontraba Antonio. El 25 de noviembre de 1939, el juzgado militar especial sobre la banca privada, ordena al Banco Central a reponer en sus cargos a Antonio, Bernad y Alburquerque. El 14 de marzo de 1940 Antonio es sometido a consejo de guerra en sumarísimo nº 27.647, por lo que es condenado a una pena de DOCE AÑOS y un día de reclusión menor y a su inhabilitación como consejero y director de Banca.